# Phóng hỏa ở chùa Kinkaku
Phóng hỏa chùa Kinkaku (Kim các tự phóng hỏa sự kiện) là sự kiện  đốt phá  xảy ra vào năm 1950 ngày 02 tháng 7, vào lúc sáng sớm, ở phủ Kyoto , Thành phố Kyoto Khu Kamigyo (nay là trong Khu Kita)  làng Kinkakujii (còn gọi là Chùa Vàng). Nó được coi là một trong những tội ác của Apregale.

## Chi tiết sự kiện

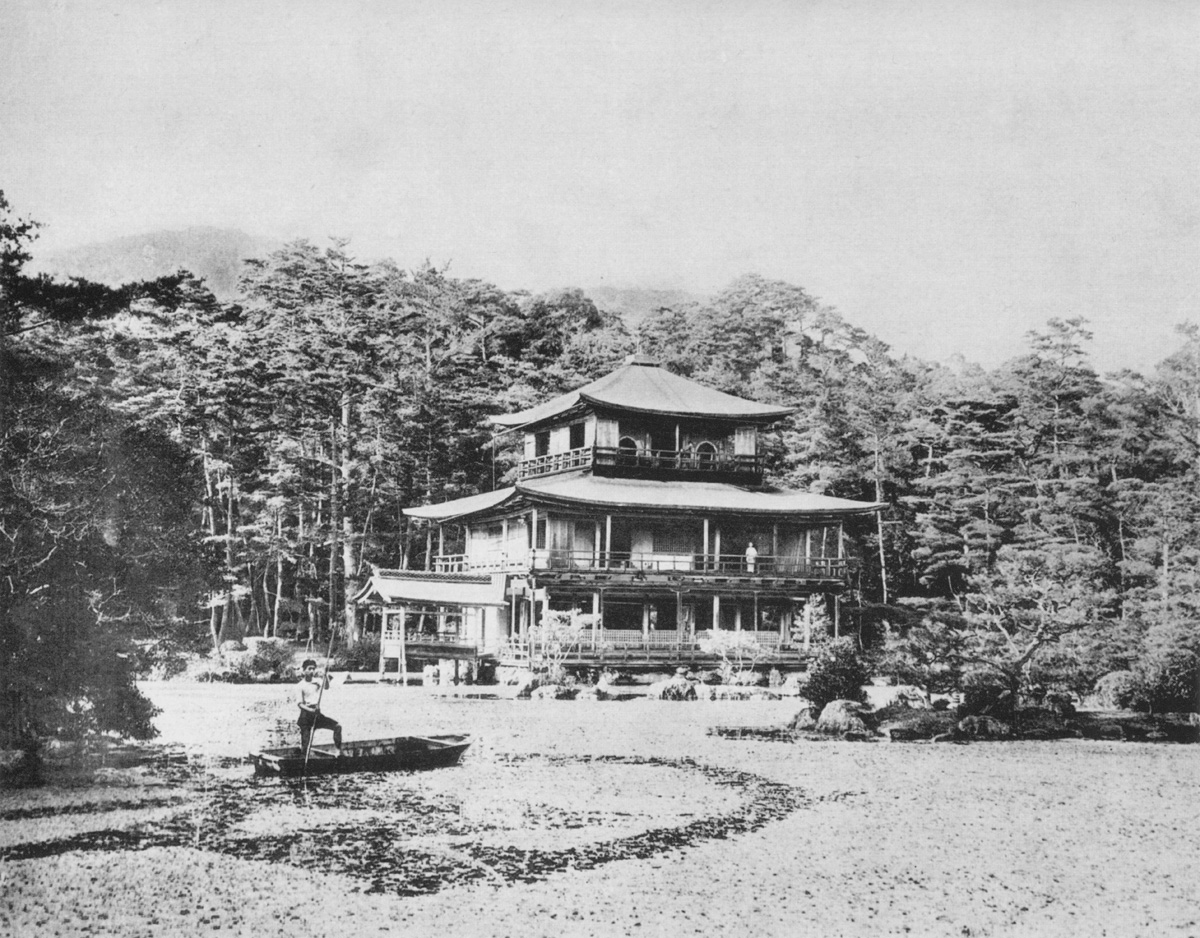
Kinkaku trước khi bị thiêu rụi (1893)

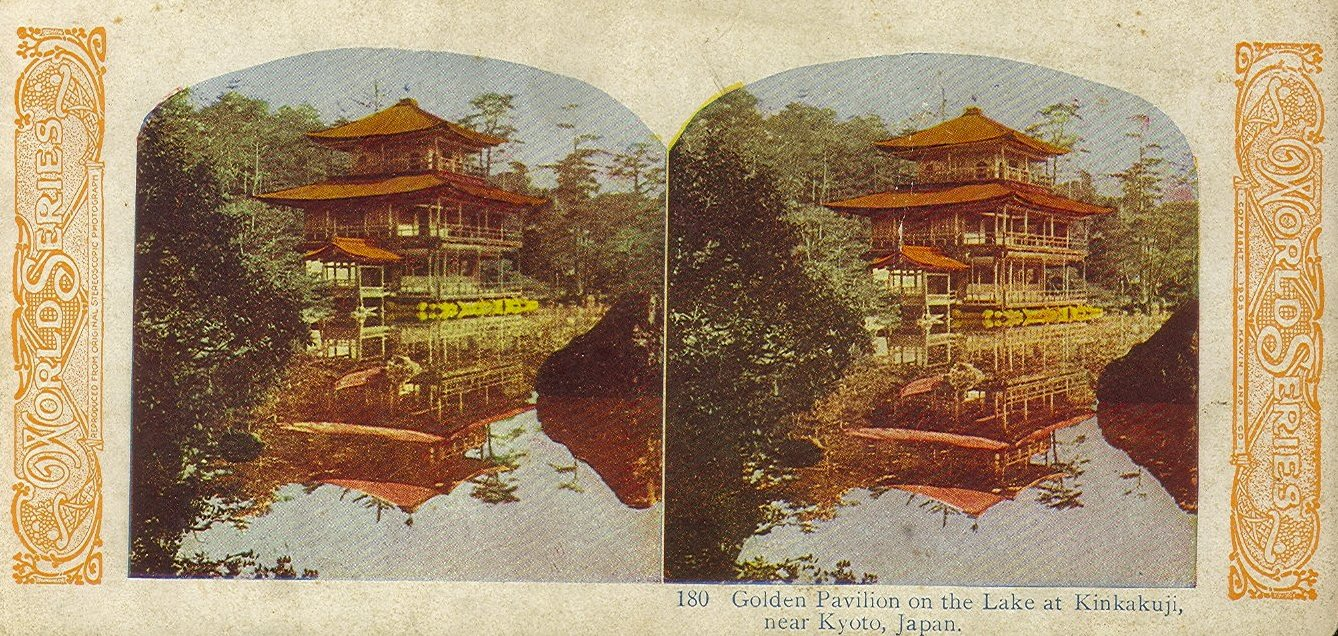
Kinkaku trước khi thiêu rụi (1905)

Vào rạng sáng ngày 2 tháng 7 năm 1950, khi có thông tin đầu tiên về việc phát hỏa ở Chùa Vàng, đội cứu hỏa đã lập tức đi tới, nhưng khi đó, một ngọn lửa dữ dội đã bùng phát ra từ điện Xá Lợi và không có cách nào để tiếp cận nó. Vào thời điểm đó, chùa Kinkaku có bảy thiết bị báo cháy được cài đặt, nhưng nó không hoạt động vì pin cho thiết bị đã bị cháy vào ngày 30 tháng 6. May mắn là không có thiệt hại về người, nhưng 46 tubo (đơn vị đo diện tích của nhật) của điện Xá Lợi (Kinkaku) đã bị thiêu rụi và tượng gỗ của người sáng lập Mạc phủ Muromachi  đời thứ ba Ashikaga Yoshimitsu (lúc đó là Kho báu quốc gia), tượng Quan Âm Bồ Tất, tượng A Di Đà Như Lai, Kim sách Phật giáo, vân vân, sáu di sản văn hóa đã bị thiêu trụi.
Trong cuộc điều tra hiện trường được tiến hành sau khi dập lửa, không có dấu hiệu của ngọn lửa thông thường ở khu giường được đặt lân cận địa điểm, vì vậy những người có liên quan đến ngôi đền đã bị điều tra vì nghi ngờ phóng hỏa. Kết quả là, Hayashi Uketamawaken, sinh viên Đại học Otani,  một tu sĩ đệ tử đang học tập tại chùa  (tên thật HayashiYoKen, sinh ngày 19 tháng 3 năm 1929 tại  Maizuru, phủ Kyoto) đã được xác định là  mất tích nhưng vào buổi tối, ở phía sau chùa, trên núi, bên trái của Đại Văn Tự Sơn, anh ta bị phát hiện đã dùng ma túy và đang quằn quại vì mổ bụng tự sát, và bị bắt vì tình nghi đốt phá. Ngoài ra, Hayashi đã được cứu sống do xử lí kịp thời.

### Động cơ
Khi mới bị bắt giữ, y tuyên bố trong các cuộc thẩm vấn, động cơ là "Tôi muốn phá rối thế giới" hoặc "Để trả thù xã hội". Tuy nhiên, với tình trạng ốm yếu, y đã bị nói lắp nghiêm trọng , và mẹ của y đang kì vọng quá nhiều về y, mặt khác, ngôi đền hoạt động bằng chi phí của khách du lịch, lợi ích kinh doanh lấn áp tăng đoàn  gây cho y cảm xúc hỗn loạn phức tạp.
Do đó, các tác phẩm văn học đã được tạo ra bởi nhiều nhà văn để khám phá cảm xúc phức tạp này (chi tiết sẽ được mô tả sau).
Ngoài ra, do có sự tiến triển của tâm thần phân liệt trong khi làm việc, bệnh tâm thần phân liệt đã phát triển tại thời điểm xảy ra vụ việc, và các triệu chứng của nó trở thành một trong những nguyên nhân của tội phạm. Tuy nhiên nó cũng được chỉ ra rằng bệnh tâm thần không phải là nguyên nhân.  

### Sau đó
Sau vụ việc, mẹ của Hayashi đã được cảnh sát thành phố Kyoto gọi đến để điều trần (người cha là linh mục của giáo phái Zen đã qua đời vì bệnh lao) và nghe tin kết thúc vụ việc từ điều tra viên, nhưng cảm thấy lo lắng về tâm trạng bất ổn của mẹ Hayashi, cảnh sát đã gọi anh trai bà đi cùng. Tuy nhiên, trên đường trở về Oe  nơi có nhà của anh trai mình, bà ta đã nhảy ra khỏi tàu tự sát gần Babari, thành phố Kameoka.
Hayashi được chẩn đoán là bị tâm thần. 28 tháng 12 năm  1950,  Tòa án quận Kyoto đã kết án 7 năm tù. Ở trong tù, bệnh lao và tâm thần phân liệt tiến triển, y được chuyển từ nhà tù Kakogawa đến bệnh viện Rakuminami  phủ Kyoto. Năm 1956 (Showa 31) y qua đời vì bệnh tật ở tuổi 26 vào ngày 7 tháng 3.
Ngôi mộ của cha mẹ và y được tìm thấy ở Yasuoka, Maizuru, nơi người thân hay đi tới, những ngôi mộ vẫn được dọn dẹp và cắm hoa.

## Tái thiết

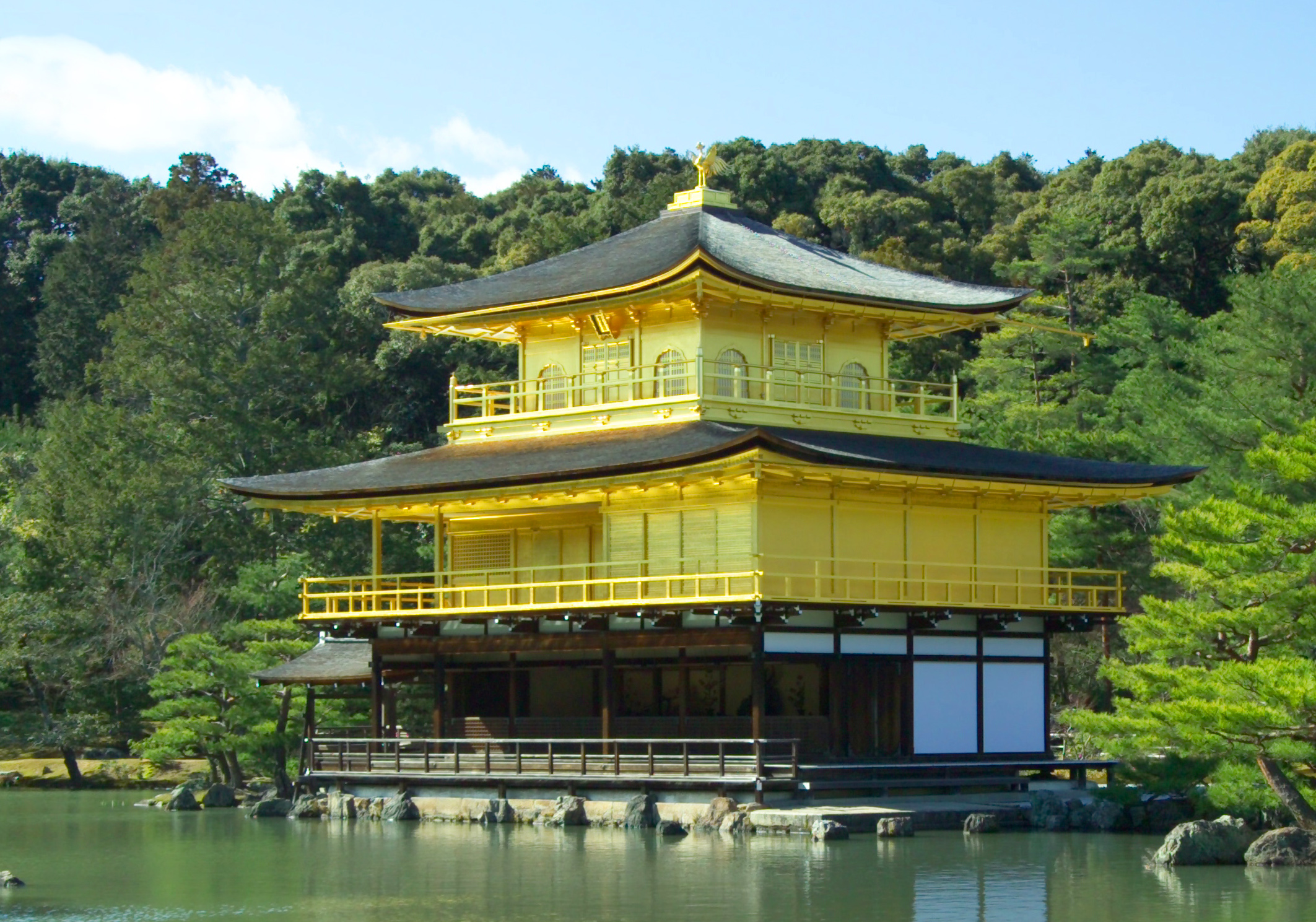
Chùa Vàng sau khi tái thiết

Kinkaku hiện tại được xây dựng lại vào năm 1955, 5 năm sau sự cố, với sự hỗ trợ của đất nước và tỉnh Kyoto và tiền công đức từ cộng đồng doanh nghiệp địa phương. Kinkaku đã được sửa chữa rất nhiều vào thời Meiji, vì vậy nhiều bản vẽ chi tiết đã được thực hiện vào thời điểm đó, ngôi chùa được tạo gần như hoàn toàn.
Theo một hồi tưởng của một người có liên quan đến chùa tại thời điểm xảy ra vụ việc, Kinkaku cũ trước khi xảy ra vụ cháy gần như đã bị bong tróc các lá vàng và không còn đẹp như bây giờ. Ngoài ra, ngôi chùa mới được dát vàng hoàn toàn chứ không phục hồi về tình trạng trước khi bị đốt phá.